# Arroyo San Carlos
Der Arroyo San Carlos ist ein im Süden Uruguays gelegener Fluss.
Er verläuft auf dem Gebiet des Departamentos Maldonado und mündet südlich der Stadt San Carlos als linksseitiger Nebenfluss in den Arroyo Maldonado.